# Chenghuangtempel van Beijingducheng
De Chenghuangtempel van Beijingducheng is een taoïstische tempel die gewijd is aan de taoïstische god Chenghuang. Chenghuang is de god van het lokale gebied, hier Beijingducheng (de grote stad Beijing als hoofdstad). De tempel staat in het district Xicheng in Peking.
De tempel werd in 1270 gebouwd. Tijdens de Ming-dynastie werd hij gerestaureerd. In 1871 verwoestte een grote brand het gebouw. Later werden de achterhal en de Yi-poort herbouwd. De huidige tempel bestaat uit vijf gebouwen.
Sinds de stadsrenovatie is de tempel niet meer omringd door hutonghuizen. Het staat nu in een economisch en financieel centrum van Peking. Het gebouw staat op een lijst van beschermde erfgoederen.